# Лейпцизький оркестр Гевандгауса
51°20′16″ пн. ш. 12°22′50″ сх. д. / 51.3378° пн. ш. 12.3805° сх. д.
Лейпцизький оркестр Гевандгауса (нім. Gewandhausorchester Leipzig, часто просто оркестр Гевандгауса або Гевандхаус-Оркестр) — симфонічний оркестр, один з основних у Німеччині, що базується в Лейпцигу. Назва походить від назви будинку — Гевандгаус, свого основного концертного залу. Назва будинку дослівно перекладається як «Будинок тканин» і походить від «Будинку гільдії ткачів».

## Історія
Оркестр веде свою історію від товариства «Великий концерт» (нім. Grosses Concert), яке з 1743 року почало давати концерти в приватних будинках, а з 1744 року — в таверні «Три лебеді». У 1780 році міська рада Лейпцига ухвалила рішення про передачу оркестру будівлі Гевандгауса, що був до того «Будинком ткачів». Таким чином, оркестр став державним і першим у Німеччині, заснованим не аристократами. Девізом оркестру за бажанням міської ради став девіз з Сенеки: Серйозна праця — справжнє задоволення (лат. Res severa verum gaudium).
У 1835—1847 році музичним керівником оркестру (нім. Gewandhauskapellmeister) з річною перервою був Фелікс Мендельсон. У 1885 році було відкрито нову будівлю Гевандгауса, зруйновану при бомбардуванні в 1944 році. У 1981 році був відкритий третій концертний зал для оркестру.
Колектив також виступає в церкві святого Хоми та є офіційним оркестром Лейпцизької опери.

## Керівники оркестру
- Йоган Адам Гіллер (1781—1785)
- Йоганн Готфрід Шіхт (1785—1810)
- Йоганн Філіп Крістоф Шульц (1810—1827)
- Християн Август Поленц (1827—1835)
- Фелікс Мендельсон (1835—1843)
- Фердинанд Гіллер (1843—1844)
- Фелікс Мендельсон (1845—1847)
- Юліус Ріц (1848—1860)
- Карл Райнек (1860—1895)
- Артур Нікіш (1895—1922)
- Вільгельм Фуртвенглер (1922—1928)
- Бруно Вальтер (1929—1933)
- Герман Абендрот (1934—1945)
- Герберт Альберт (1946—1949)
- Франц Конвічний (1949—1962)
- Вацлав Нойман (1964—1968)
- Курт Мазур (1970—1996)
- Герберт Бломстедт (1998—2005)
- Рікардо Шаї (з 2005)

## Почесні диригенти
- Курт Мазур (з 1996)
- Герберт Бломстедт (з 2005)
- Андріс Нельсонс